# Porfin
Porfin je cyklická organická sloučenina složená ze čtyř spojených pyrrolových kruhů. Je základní stavební jednotkou tetrapyrrolových barviv, jakými jsou například červené krevní barvivo hemoglobin nebo zelené fotosyntetické barvivo chlorofyl. Pokud se porfinové jádro těchto barviv podrobí destrukci vznikají acyklická barviva (lineární tetrapyrroly).

## Látky odvozené od porfinu

### Cyklická tetrapyrrolová barviva
Pokud se na dusíkaté atomy uprostřed kruhu porfinu naváže kovový kationt vázaný kovalentní i koordinační vazbou, vzniká specifický druh cyklického barviva závislého na druhu navázaného kationtu.
- železnatý kationt – červená barviva hemoglobiny a myoglobiny (zajišťují transport kyslíku v těle, krevní barviva), cytochromy (účastní se transportu elektronů v dýchacím řetězci)
- hořečnatý kationt – zelené barvivo chlorofyl (zajišťuje průběh fotosyntézy). Při odstranění hořečnatého kationtu z molekuly vznikají feofytiny
- kobaltnatý kationt – růžový kobalamin, jinak zvaný jako vitamin B12

### Acyklická tetrapyrrolová barviva
Vznikají rozpadem porfinového jádra a přechodem na lineární tetrapyrrol. Dobře demonstrovatelný je tento jev na rozpadu molekul hemoglobinu v odumřelých červených krvinkách. Bílkovina globin spolu s železem je použita pro stavbu nového hemoglobinu a zbytek otevřeného porfinového jádra je vyloučen jako žlučové barvivo bilirubin.